# Tempe Grupo Inditex
TEMPE Inditex es la empresa del Inditex especializada en el diseño, fabricación y distribución del calzado y complementos para las cadenas del Grupo: Zara, Pull & Bear, Massimo Dutti, Bershka,  Lefties, Stradivarius, Oysho y Zara Home . Tiene su sede central en Elche (Alicante) España.

Presencia del Grupo Inditex en el mundo en 2012.

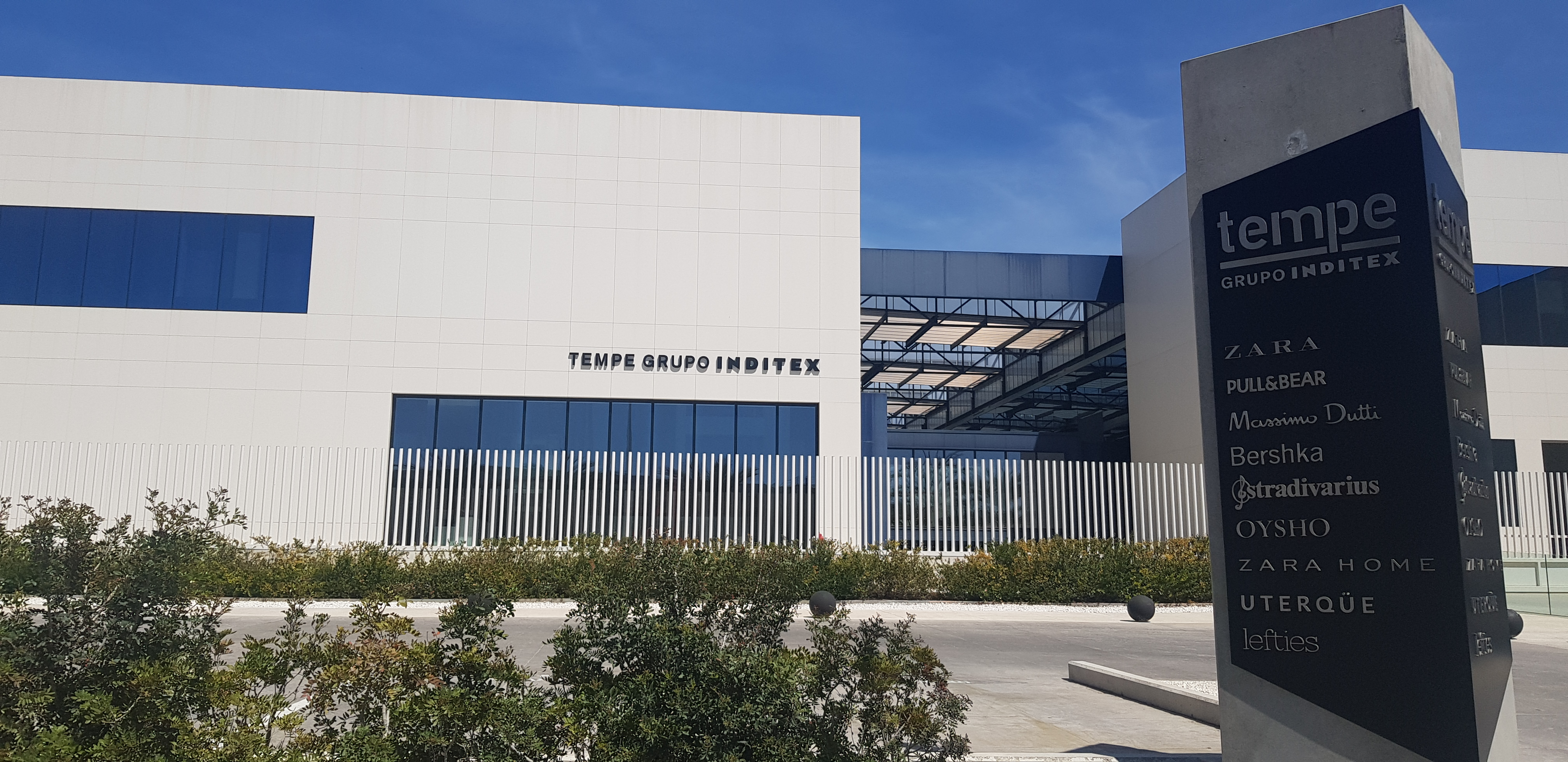
Instalaciones centrales de Tempe.

## Tempe
Tempe es una empresa del grupo Inditex, que es uno de los principales grupos empresariales en el sector de la moda. Su función es el de diseñar las colecciones de calzado y complementos para los formatos comerciales del Grupo Inditex, controlar su producción y realizar la distribución a nivel mundial. 
Tempe diseña, compra y distribuye los zapatos y complementos de Zara, Pull & Bear, Massimo Dutti, Bershka, Lefties, Stradivarius, Oysho y Zara Home. Por lo tanto, frente al resto de empresas del grupo, no tiene tiendas físicas.
Su sede central está ubicada en la ciudad española de Elche, uno de los principales centros de producción de calzado de Europa. El crecimiento constante ha dado lugar a la creación de varias plataformas Tempe en México, Brasil, Bangladés, India y Vietnam.

## Historia
Le empresa Tempe fue creada en el año 1989 y su crecimiento ha sido constante. En la actualidad tiene la capacidad de comercializar más de 50 millones de pares de zapatos al año.
La primera colección de zapatos fue creada por Tempe en 1990 para la sección de niño de las tiendas de Zara.

### Cronología

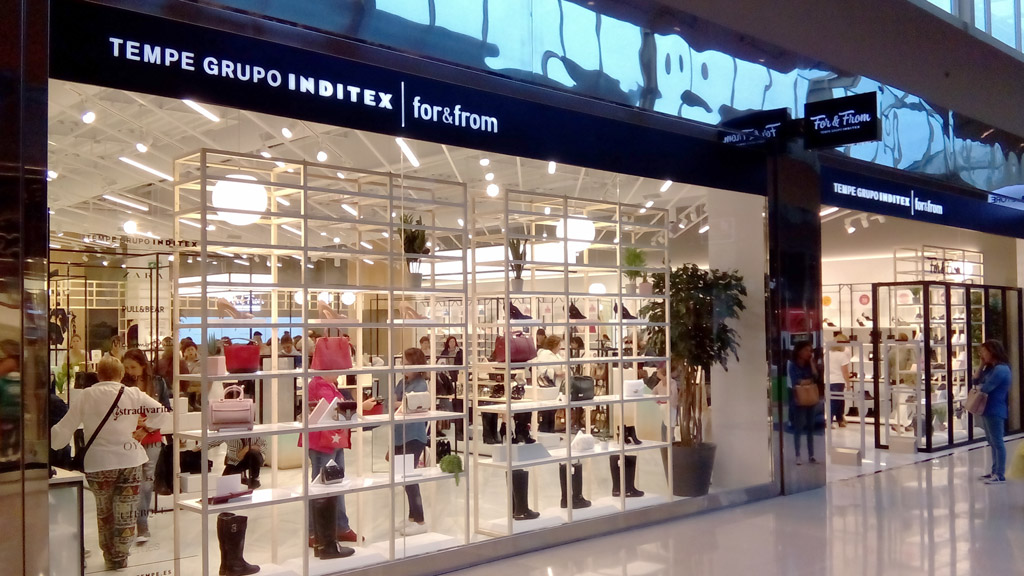
Tienda de Tempe en La Coruña.

Poco a poco las líneas de producto se han ido ampliando hasta alcanzar a todas las cadenas del grupo Inditex.
- 1989: Nace Tempe S.A.
- 1990: Primera colección de zapatos Zara niño.
- 1991: Primera colección zapatos Zara Señora.
- 1992: Primera colección zapatos Zara Caballero.
- 1993: Colecciones de zapatos de Massimo Dutti Señora y zapatos de Pull&Bear Caballero.
- 1994: Colecciones de zapatos de Massimo Dutti Caballero
- 1998: Colecciones de zapatos de Bershka Chica y zapatos de Pull&Bear Señora.
- 2002: Creación de un nuevo centro logístico de unos de 25.000 metros cuadrados.
- 2003: Colecciones de zapatos de Bershka Chico, Colecciones de zapatos de Zara Home, Colecciones de zapatos de Stradivarius, Colecciones de zapatos de Oysho y Creación de la Filial Tempe México.
- 2005: Creación de la filial Tempe Brasil.
- 2006: Creación de Tempe Bangladés y lanzamiento de la primera colección de complementos.
- 2008: Nace Uterqüe y se crea la nueva plataforma Tempe India.
- 2009: Inicio de las obras para el nuevo centro logístico con una estimación de gestión de más de 90 millones de pares de zapatos.
- 2010 : Aperturas de las Tiendas Outlet Tempe asociadas al proyecto "For&From"